# Sarló és kalapács

A jelkép a szovjet zászlón

A sarló és kalapács (☭) kommunista szimbólum, amely kifejezi a kommunizmussal, valamely kommunista párttal vagy állammal való kötődést. Sarló fölött keresztbe tett kalapácsot ábrázol – a két eszköz a szegényparasztság  és a proletariátus összefogásának jelképe. A szimbólumok egymás mellé helyezésükkel az ipari munkások és a parasztok szövetségét, összetartozását akarták kifejezni. 
A sarló és kalapács elődjének az eke és kalapács jelkép tekinthető. Az eke szimbólumot feltételezhetően az orosz bolsevik forradalom alatt kezdték el alkalmazni a parasztság metaforájaként. Gyakran ábrázolták a kalapáccsal együtt, mely a munkásság és a parasztság egységét volt hivatott megjeleníteni. Azonban az 1920-as években az ekét kiszorította a sokkal könnyebben ábrázolható és beazonosítható sarló jelképe. Így megszületett a keresztbe tett sarló és kalapács kommunista szimbóluma.
Leginkább arról ismert, hogy az ötágú vörös csillaggal egyetemben szerepelt a Szovjetunió és más kommunista államok zászlaján, illetve egyéb emblémáin. Magyarországon és Litvániában tiltott önkényuralmi jelképnek számít.